# Guachipas (departament)
Departament Guachipas (hiszp. Departamento Guachipas) – departament położony jest w południowej części prowincji Salta. Jego powierzchnia wynosi 2785 km². Stolicą departamentu jest Guachipas. W 2010 roku populacja departamentu wynosiła 3187. 
Departament Guachipas graniczy z pięcioma innymi departamentami prowincji: La Candelaria, Cafayate, Metán, Rosario de la Frontera i La Viña. Od południa graniczy z prowincją Tucumán. 
Główną rzeką przepływająca przez departament jest Las Conchas, która przepływa przez wąwóz Quebrada de las Conchas i kończy swój bieg w zbiorniku retencyjnym Cabra Corral.
Przez departament przebiegają: Droga krajowa 68 oraz Droga prowincjonalna 6 (Ruta Provincial 6). 
W skład departamentu wchodzą m.in. miejscowości: Guachipas, Alemania, Cebilar, Pampa Grande, Las Juntas.